# Ісабела (Галапагоські острови)

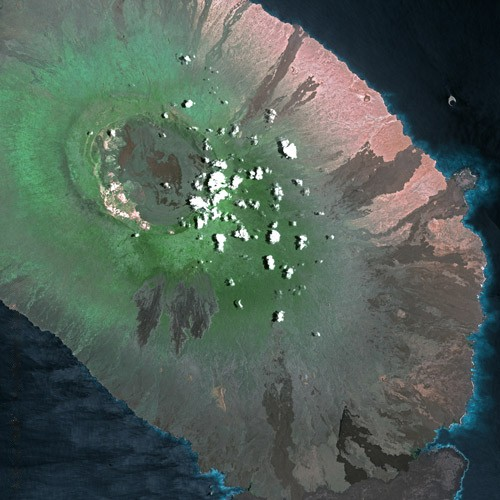
Центральна частина острова Ісабела з космосу

Ісабе́ла (ісп. Isabela), або Альбемарль — найбільший острів Галапагоських островів площею 4 640 км² та довжиною близько 120 км, приблизно в чотири рази більший, ніж наступний острів (Санта-Крус). Острів названий іменем королеви Ізабеллиа I Кастильської, яка підтримала подорож Колумба до Америки. На південному сході острова розташоване місто Пуерто-Віяміль, третє за розміром поселення провінції Галапагос та адміністративний центр кантону Ісабелла.
Американський письменник Герман Мелвілл побував біля його берегів під час свого плавання на китоловному судні «Акушнет» у 1841 році, згодом він згадає про це в оповіданні «Енкантадас, або Зачаровані острови».
На північній околиці острова розташовано щитовий вулкан Вулф, який 7 січня 2022 року розпочав своє друге за сім останніх років виверження. Повідомлення про початок виверження надійшло від співробітників Галапагоського національного парку. Саме на схилах вулканічної гори мешкають рожеві ігуани — вид ящірок, що перебуває під загрозою вимирання. Наразі офіційно популяція цих ящірок налічує трохи більше 200 особин. Геофізичний інститут Кіто повідомив, що вулкан висотою 1707 метрів випустив у повітря хмари газу та попелу на висоту до 3800 м, а на його південних і південно-східних схилах виявлено потоки лави.
| Еквадор | Це незавершена стаття з географії Еквадору. Ви можете допомогти проєкту, виправивши або дописавши її. |